# Aserbaidschanische Sprache
Aserbaidschanische Sprache (Eigenname: Azərbaycan dili) oder Aserbaidschan-Türkisch (Azərbaycan türkcəsi), früher offiziell auch Türkisch (Türk dili) genannt und deshalb heute im Alltag oft noch inoffiziell so bezeichnet, ist der Name für die Amtssprache Aserbaidschans, die als engste Verwandte des Türkeitürkischen zu den oghusischen, das heißt zu den südwestlichen Turksprachen gehört.
Die Nationalsprache Aserbaidschans basiert auf dem Dialekt Schirwans. Das Aserbaidschanische (als Sammelbegriff eng verwandter Sprachen und Idiome) stellt mit etwa 14 Millionen Sprechern die wichtigste Turksprache Irans dar, welche dort auf dem Stadtdialekt von Täbris basiert.

## Schriftsprachen
Die Schriftgeschichte der türkischen Sprachen hat mit den Orchon-Runen begonnen. Das Runen-Alphabet wurde bis zur Islamisierungsperiode verwendet. Die bis 1929 im perso-arabischen Alphabet geschriebene Literatursprache Aserbaidschans ist mit dem osmanischen Türkisch verbunden. Die osmanischen Texte sind oft identisch mit ihren aserbaidschanischen Gegenstücken.
Mit der Einführung des Neuen Turksprachigen Alphabets, vorgestellt 1922 während eines Muslimkongresses in Baku, wurde das Aserbaidschanische von 1929 bis 1938/39 in lateinischen Buchstaben geschrieben. Mit der Einführung eines obligatorischen Russischunterrichtes wurde das Aserbaidschanische ab spätestens 1939 in einem modifizierten kyrillischen Alphabet verschriftet.
Mit dem beginnenden Zusammenbruch der Sowjetunion (1988/89) orientierte sich die Aserbaidschanische SSR mehr zum Westen und damit zur Türkei hin. Als erster Turkstaat auf dem Boden der ehemaligen UdSSR führte es 1991 verbindlich ein lateinisches Schriftsystem ein.

## Alternativbezeichnungen
Bis ca. 1917 wurde das Aserbaidschanische fälschlicherweise von den russischen Beamten allgemein als „Tatarisch“ bezeichnet. Die Aserbaidschaner selbst nannten ihre Sprache damals Türki, d. h. „Türkisch“, zeitweilig auch „Aserbaidschan-Türkisch“, „Aserbaidschanisch“ oder anders (vgl. Kapitel Geschichte, Alphabete und Namensgeschichte).
Zu Zeiten der Sowjetunion (nach dem Jahr 1937) wurde die Sprache infolge der Stalin-Politik zur „Азәрбајҹанҹа“ (aserbaidschanisch) umbenannt und die Republik musste zum neuen kyrillischen Alphabet wechseln.
Nach 1989 wurde die Sprache abwechselnd wieder als „Türkcə“ bzw. „Türki“ (türkisch) oder als „Azərbaycan Türkcəsi“ (Aserbaidschan-Türkisch bzw. aserbaidschanisches Türkisch) bezeichnet. Ihnen folgten nach 1990 die Bezeichnungen „Azərbaycanca“ (aserbaidschanisch), „Türk dili“ (türkische Sprache).
Die aus dem Persischen stammende alternative Kurzbezeichnung (aserbaidschanisch آذرى Azeri,  sprich „Aseri“) wird auch in einigen westlichen Sprachen – besonders im Englischen – alternativ verwendet. Der Begriff vom „Aseri-Türkischen“, das seine Entsprechung im aserbaidschanischen Azəri Türkcəsi hatte, sollte heute allerdings nicht mehr verwendet werden und wird vom Großteil der Bevölkerung Aserbaidschans selbst abgelehnt.

## Verbreitung
Aserbaidschanisch wird heute in Aserbaidschan, Iran (Iranisch-Aserbaidschan), in der Türkei und in zahlreichen Nachfolgestaaten der ehemaligen Sowjetunion gesprochen. In der Türkei lassen sich alle Dialekte der alten Provinz Kars zum Aserbaidschanischen rechnen. So gaben bei der Volkszählung (1979) im Bereich der heutigen Republik Aserbaidschan 5,78 Millionen Menschen Aserbaidschanisch als Muttersprache und rund 27 % der Minderheiten als Zweitsprache an. Daneben wurde diese Sprache auch von rund 860.000 Menschen im Gebiet der ehemaligen UdSSR gesprochen: 300.474 in Georgien, 282.713 in Russland (davon 90 % in Dagestan), 84.590 in Armenien und 78.460 in Kasachstan. Die auf 180.000 bis 400.000 Menschen geschätzten Turkmenen des Irak sind mehrheitlich als Sprecher des Aserbaidschanischen anzusehen.
Das Aserbaidschanische wird heute allgemein in zwei Hauptblöcke eingeteilt: Das „Nordaserbaidschanische“ (aserbaidschanisch Quzey Azərbaycan Türkcəsi „nordaserbaidschanisches Türkisch“ und Şimal Azərbaycan Türkcəsi „nördliches Aserbaidschan-Türkisch“) ist die Staatssprache der Republik Aserbaidschan. Daneben wird heute in Iran als Minderheitensprache das „Südaserbaidschanische“ (aserbaidschanisch Güney Azərbaycan Türkcəsi „südaserbaidschanisches Türkisch“ und Cənub Azərbaycan Türkcəsi „südliches Aserbaidschan-Türkisch“) gesprochen.
Das Nordaserbaidschanische wurde stark vom Russischen und das Südaserbaidschanische vom Persischen beeinflusst.
Die nordaserbaidschanische Variante ist die Muttersprache von rund 7,5 Millionen Menschen, weitere 4 Millionen sind zweisprachig. Es zerfällt in zahlreiche Dialekte, die auch weit nach Süden und in den Westen ausstrahlen: Quba, Derbent, Baku, Şemaxa, Salianı, Lənkərən, Qazax, Airym, Borcala, Terekeme, Qızılbaş, Nuqa, Zaqatalı (Mugalı), Kutkas, Erevan, Naxçevan, Ordubad, Qirovabad, Şuşa (Qarabaq) und Qarapapax.
Das Südaserbaidschanische wird von 14 bis 25 Millionen Menschen oder von ungefähr 20 bis 24 % der iranischen Bevölkerung gesprochen. In dieser Zahl sind auch die rund 290.000 Afschar, 5000 Aynallu, 7500 Bahārlu, 1000 Moqaddam, 3500 Nafar, 1000 Pişagçi, 3000 Qajar, 2000 Qaragozlu und 65.000 Şahsavani (1978) enthalten. Von diesen werden von der iranischen Regierung rund 9,8 Millionen als „aserbaidschanische Minderheit“ anerkannt. Auch das Südaserbaidschanische ist in zahlreiche Dialekte gegliedert: Aynallu (Inallu, Inanlu), Qarapapak, Təbriz, Afşari (Afşar, Afschar), Şahsavani (Şahseven), Moqaddam, Bahārlu (Khamseh), Nafar, Qaragozlu, Pişagçi, Bayat und Qajar. Umstritten ist jedoch die sprachliche Zugehörigkeit der sogenannten „Chorasan-Türken“ im nordöstlichen Iran. Linguistisch gesehen steht diese Sprache zwischen dem modernen Turkmenischen und Usbekischen und kann wohl als Übergangsdialekt zwischen beiden Turksprachen angesehen werden.
Rund 5000 Sprecher des Südaserbaidschanischen leben heute in Afghanistan. Die Volksgruppe der irakischen Turkmenen, die nach ihrem Heimatstaat als „Irak-Türken“ bezeichnet und die auf eine Kopfzahl von 900.000 (UNO-Angabe) geschätzt werden, und die 30.000 Turkmenen in Syrien (1961) gelten im Allgemeinen als Sprecher des Südaserbaidschanischen, verwenden aber heute das Türkei-Türkische als Schriftsprache. Die Diskrepanz zwischen den Angaben im Irak rührt daher, dass im osmanischen Irak die türkische Sprache (bei der damals noch nicht zwischen Aserbaidschanisch und Türkei-Türkisch unterschieden wurde) in weiten Teilen des Landes als Umgangssprache galt, gerade innerhalb des kurdischen Adels und der Stadtbevölkerung, so dass man zwischen der tatsächlichen Anzahl von Turkmenen und türkischsprachigen Menschen unterscheiden muss; insbesondere in Städten wie Kirkuk, Mosul oder Arbil war Türkisch Umgangssprache und wurde erst mit der Staatsgründung des Irak langsam durch Arabisch, später durch Kurdisch verdrängt, so dass die tatsächliche Anzahl türkischsprachiger Menschen die Zweimillionenmarke überschreitet, während die Zahl der Turkmenen als niedriger anzusetzen ist.
Als eigenständige aserbaidschan-türkische Dialekte gelten auch die Sprachen der Teimurtaş, das auch als „Teimuri“, „Timuri“ oder „Taimouri“ bekannt ist, in Mazandaran. Diese entstammen usbekisch-turkmenischen Wurzeln, und die rund 7000 Sprecher führen sich auf den Mongolenherrscher Timur zurück. Die Volksgruppe der Salçug (Provinz Kerman) gelten als Nachfahren der Seldschuken, während die Herkunft der Qaşqai noch nicht ganz geklärt ist. Doch gilt als gesichert, dass ihre Vorfahren überwiegend oghusischer Herkunft waren.
2010 schätzte man die Zahl aserbaidschanischen Muttersprachler auf insgesamt 23 bis 30 Millionen. Laut CIA Handbook leben etwa 16,33 Millionen in Iran. Diese soll die glaubwürdigste Angabe sein. Andere Quellen geben je nach politischer Sichtweise höhere oder niedrigere Zahlen an. Ethnologue und einige Sprachforscher wie z. B. Ernst Kausen gehen jedoch auch von etwa 23 Millionen Muttersprachlern in Iran aus, wobei es weltweit 40 Millionen Sprecher gibt, wenn man die Zahl der Zweitsprecher hinzurechnet.
Auch die in Jordanien lebenden Turkmenen werden wie die irakischen und syrischen Turksprachler oft als Sprecher des Südaserbaidschanischen eingestuft.
| Quelle                             | Zahl der Muttersprachler                | Anteil an Gesamtbevölkerung   | Gesamtbevölkerung Irans |
| ---------------------------------- | --------------------------------------- | ----------------------------- | ----------------------- |
| CIA World Factbook (2005)          | 16,3 Millionen                          | 24 %                          | 68.017.860              |
| Ethnologue (2005)                  | 23 Millionen                            | 34 %                          | 67 Millionen            |
| Encyclopaedia of the Orient (2004) | 12 Millionen                            | 18 %                          | 67 Millionen            |
| Iranische Botschaft                | 13,8 Millionen                          | 20 %                          | 69 Millionen            |
| MS Encarta 2006                    | 17 Millionen (alle Turkstämme zusammen) | alle Turkstämme zusammen 25 % | 68 Millionen            |

Die aserbaidschanische Sprache wurde auch von den Vertretern einiger nationaler Minderheiten wie Lesgier und Talischen als Kultursprache übernommen. Das Aserbaidschanische wurde zur Basis bei der Sprachentwicklung der verwandten zentralasiatischen Turksprachen. Die aserbaidschanische Grammatik wurde zur Grundlage des Usbekischen und vor allem des Turkmenischen. Auch wurden das Kasachische und Kirgisische in den 1930er Jahren stark vom Aserbaidschanischen beeinflusst.
Das Sprachkürzel nach ISO 639 ist az (im zweibuchstabigen ISO 639-1) und aze (im dreibuchstabigen ISO 639-2).

### Klassifizierungsmöglichkeiten
Das Aserbaidschanische wird mitunter verschieden klassifiziert. So listet das „Fischer Lexikon Sprachen“ (1961) das Aserbaidschanische wie folgt auf:
- Turksprachen
  - Westlicher Zweig
    - Bolgarische Gruppe

  - Die oghusische Gruppe
    - Oghusisch-Turkmenisch
    - Oghusisch-Bolgarisch
    - Oghusisch-Seldschukisch
      - Aserbaidschanisch

Dagegen gliedert das „Metzler Lexikon Sprache“ (1993) das Aserbaidschanische wie folgt ein:
- Turksprachen
  - Südwesttürkisch (Oghusisch)
    - Aserbaidschanisch

Die aktuelle Klassifizierung ist im Artikel Turksprachen aufgeführt.

## Geschichte, Alphabete und Namensgeschichte

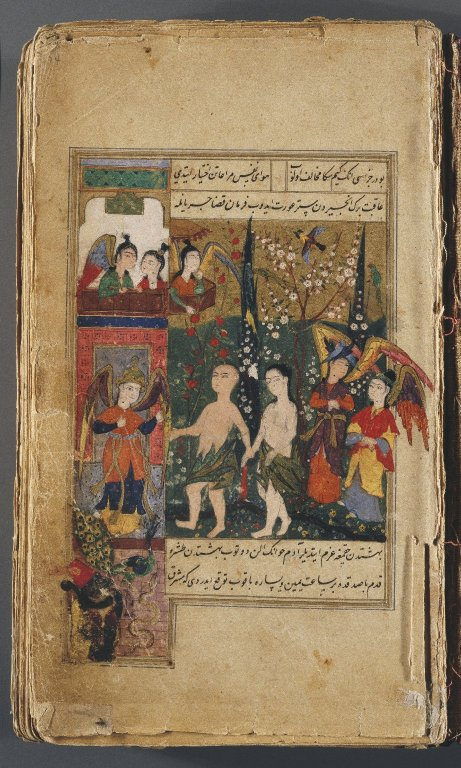
Seite aus Füzulis „Garten der Bedürfnisse“ (Hadîkat üs-Sü'edâ) in klassischer Aserbaidschan-Türkischer Sprache mit Miniaturmalerei von 1602/03

Der turksprachige Stammesverband der Oghusen, aus deren Sprachform sich die einander sehr nahe stehenden oghusischen (südwesttürkischen) Sprachen, wie Türkisch, Turkmenisch und Aserbaidschanisch entwickelten, existierte seit dem 7. Jahrhundert n. Chr. Die aserbaidschanische Schriftsprache entstand zusammen mit der damals fast identischen osmanischen ab dem 11. Jahrhundert in der Zeit der Seldschuken. Schon im Spätmittelalter verwendeten sie mit Nasīmī im Norden und Fuzūlī (Füzūlī) im Süden bedeutende Dichter, die die aserbaidschanische Literatur neben der älteren persisch- und arabischsprachigen etablierten. Sie wurde im persisch-arabischen Alphabet geschrieben, das im nördlichen Aserbaidschan bis in die 1920er Jahre verwendet wurde, im iranischen Südteil bis heute. Weitere Klassiker dieser Literatursprache waren Molla Pənah Vaqif oder der erste Schah Persiens aus der Dynastie der Safawiden, Ismail I., der die Zwölfer-Schia zur Staatsreligion in Persien, damals mit ganz Aserbaidschan, erhob, und sein Reich so vom rivalisierenden, sunnitischen Osmanischen Reich religiös trennte. Zur Zeit der Safawiden und noch der frühen Kadscharen war Persisch weiterhin die Sprache der Verwaltung und Arabisch die Sprache der Religion, aber Aserbaidschan-Türkisch war die dominierende Sprache des Hofes in Täbris, wodurch es als angesehene Schriftsprache und Sprache der Oberschicht im Nordwesten des Reiches regional ältere Sprachen, wie Altaserbaidschanisch (Āḏarī), Udisch oder Tatisch schrittweise im Alltag zurückdrängte.

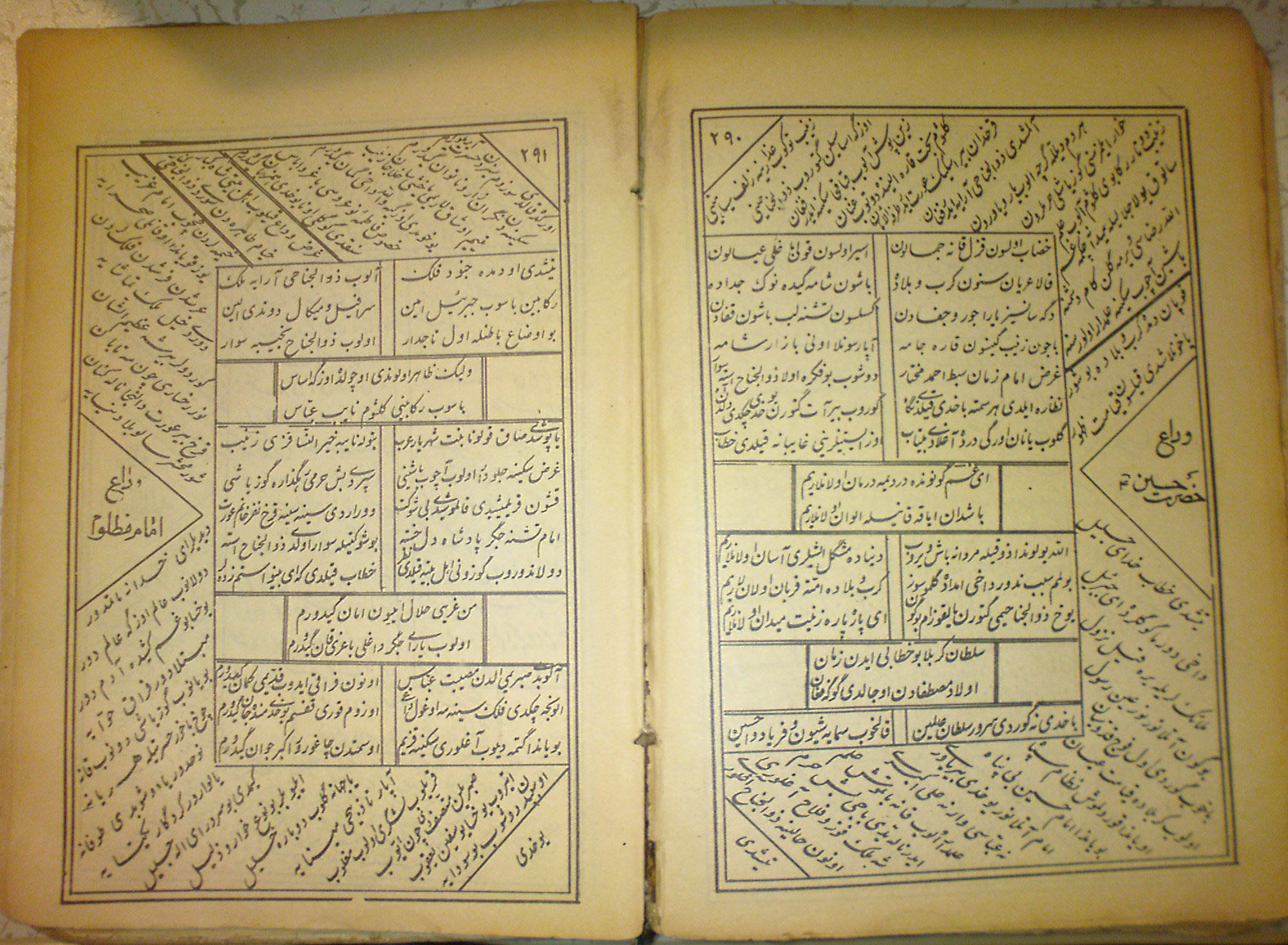
Die Südaserbaidschaner (in Iran) nutzen das arabische Alphabet. Im Datei: Doppelseite einer Ausgabe des
Dichters Mirsä Mähämmed Taghi Gumri/Mirzə Məhəmməd Tağı Qumri, der im 19. Jahrhundert in Derbent wirkte

Ab 1813 musste Persien als Folge der russisch-persischen Grenzkriege im Kaukasus mehrere Khanate der bis dahin von Persien beherrschten historischen Regionen Arrān (zwischen Kura und Aras), Schirwan (nördlich der Kura) und nordöstliche Teile von Aserbaidschan (südlich der unteren Kura und Aras) an das Russische Kaiserreich abtreten. Nachdem auch osmanische Gebiete in der Region an Russland fielen, kam es zu massiven Umsiedlungen von Armeniern (aus dem osmanischen Reich und aus Arran) in die russisch besetzen Gebiete der ehemaligen persischen Provinz Armenien. Somit waren die aserbaidschanischsprachigen Türken südöstlich des Kaukasus zwischen zwei Staaten – Russland und Persien – geteilt. Die nördlichen Gebiete, die ehemaligen (von Russland annektierte) Regionen Arran, Schirwan und die Nordostecke des historischen Aserbaidschan bilden heute den Staat Aserbaidschan. Die südlichen Gebiete Aserbaidschans sind heute in drei iranische Provinzen aufgeteilt, die gemeinsam die iranische Region Aserbaidschan bilden.
Die Bezeichnung der Sprache durch ihre Sprecher selbst war im Spätmittelalter und der Frühen Neuzeit sehr uneinheitlich. Der alte Name „Türkisch“ (Türk(i)) oder „Türkische Sprache“ (Türk dili) war in dieser Zeit zur exklusiven Bezeichnung für die Nomadenverbände und ihre Sprache geworden und wurde für die sesshafte Bevölkerung und die Oberschicht vermieden, weil er einen sozial pejorativen Beigeschmack erhielt. Im benachbarten Osmanischen Reich wurde deshalb die Bezeichnung „Osmanische Sprache“ allgemein als Oberbegriff verwendet. Weil dieser Name im Nordwesten des damals verfeindeten Reiches Persien undenkbar war und die Bezeichnung „Persische Sprache“ eine andere Sprache bezeichnete, blieben nur von den Regionen, Landstrichen oder Städten, in denen sie häufig gesprochen wurde, abgeleitete Namen, wie „Schirwanisch“ (şirvanli), „Gandschaisch“ (gəncəli) usw. Daneben sind überregionale Bezeichnungen, wie „Landessprache“ (vətən dili), „Muttersprache“ (ana dili) oder „unsere Sprache“ (dilimiz(ja)) oft in den Quellen überliefert. Erst die sprachlich-kulturellen Reformbewegungen seit den 1830er Jahren im Osmanischen Reich und im Kaukasus etablierten die Bezeichnung „Türkische (Sprache)“ (Türk(i), Türkce, Türk dili) wieder als sozial übergreifenden Begriff für die Sprache.

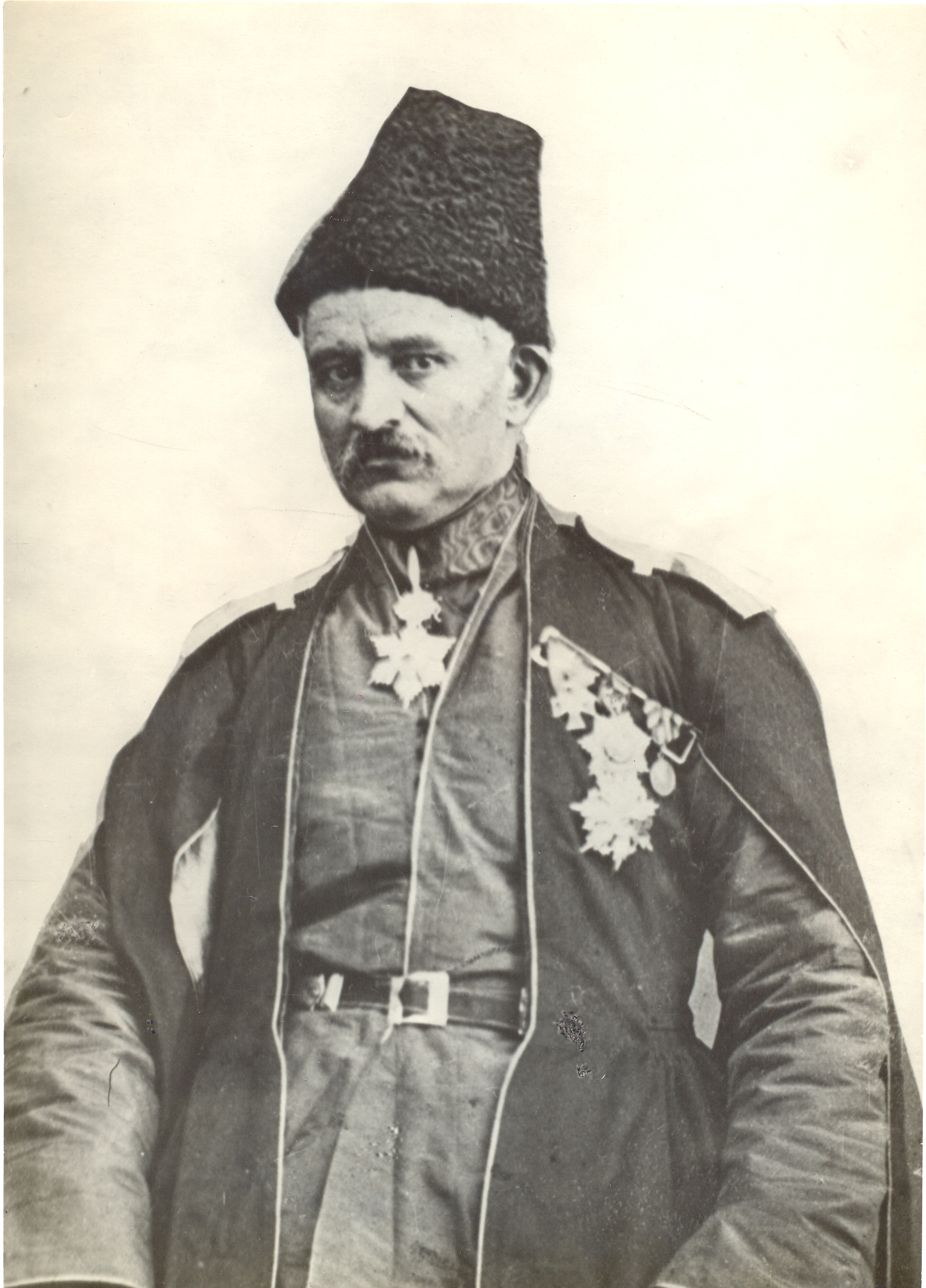
Mirzä Fätäli Achundow/Achundzade (heutige Schreibung: Mirzə Fətəli Axundov), Wegbereiter der aserbaidschanischen Aufklärungsliteratur und der Erneuerung am Vorbild der Volkssprache

Im russischen Norden entstanden im 19. Jahrhundert, etwa ab Mirzə Fətəli Axundov, Bewegungen, die mittelalterliche Literatursprache zu reformieren und näher an die zeitgenössische Volkssprache (ebenfalls in arabischer Schrift) anzugleichen, die schon stärkere dialektale Unterschiede zur türkischen Volkssprache Anatoliens ausgebildet hatte. Axundov schlug auch als erster ein lateinisches Alphabet für die Turksprachen vor, das sich aber noch nicht durchsetzte. Diese erneuerten Sprachvarianten (anfangs entstanden Texte in der anatolisch-türkischen und kaukasisch-türkischen/aserbaidschanischen Volkssprache nebeneinander) wurden mit der Modernisierungs- und Aufklärungsbewegung des Dschadidismus mit einem breiten Netz neuer Schulen, Zeitungen und Publikationen verankert. Damit erfolgte auch die Trennung der nördlichen Dialekte des Aserbaidschanisch-Türkischen – aus ihnen ging in der Folgezeit das „Neu-Aserbaidschanische“ hervor – während das südliche Sprachgebiet auf dem Lautstand des alten Aserbaidschan-Türkischen blieb. Politisch mündete der Dschadidismus Ende 19. Jahrhundert in panturkistische Bestrebungen, alle Turkvölker in Russland, im Osmanischen Reich, in Persien u. a. Ländern möglichst zu vereinen.

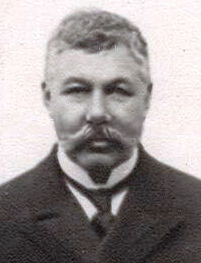
Mähämmäd agha Schahtachtinski (Məhəmməd ağa Şahtaxtinski), Vorreiter der sprachlichen Vereinheitlichung nördlicher und südlicher Dialekte und des Aserbaidschanismus, später Mitentwickler des lateinischen Alphabets

Zu panturkistischen Zielen trat ab den 1890er Jahren, verstärkt ab der Russischen Revolution 1905–07 seit Həsən bəy Zərdabi und Məhəmməd ağa Şahtaxtinski die Bestrebung, die besonders ähnliche Dialekte sprechenden Bewohner des nordwestiranischen Aserbaidschan und der nördlicheren russischen Regionen zu vereinen und den Namen „Aserbaidschan“ auch auf den Norden zu übertragen, der bis dahin niemals so genannt wurde („Aserbaidschanismus“, „Großaserbaidschanismus“, „Panaserbaidschanismus“). Dieses Programm übernahm auch die Müsavat Partiyası, die nach dem Zerfall Russlands als Regierungspartei der neu ausgerufenen Demokratischen Republik Aserbaidschan (1918–20) den Namen auch offiziell auf den Norden übertrug, was später die sowjetische Aserbaidschanische Sozialistische Sowjetrepublik und die heutige unabhängige Republik Aserbaidschan beibehielten. Das Programm des Panaserbaidschanismus trat aber nie in offenen Gegensatz zu panturkistischen Zielen, die Regierung der Demokratischen Republik Aserbaidschan war im letzten Kriegsjahr 1918 eng mit der jungtürkischen Regierung des Osmanischen Reiches politisch-militärisch verbündet.

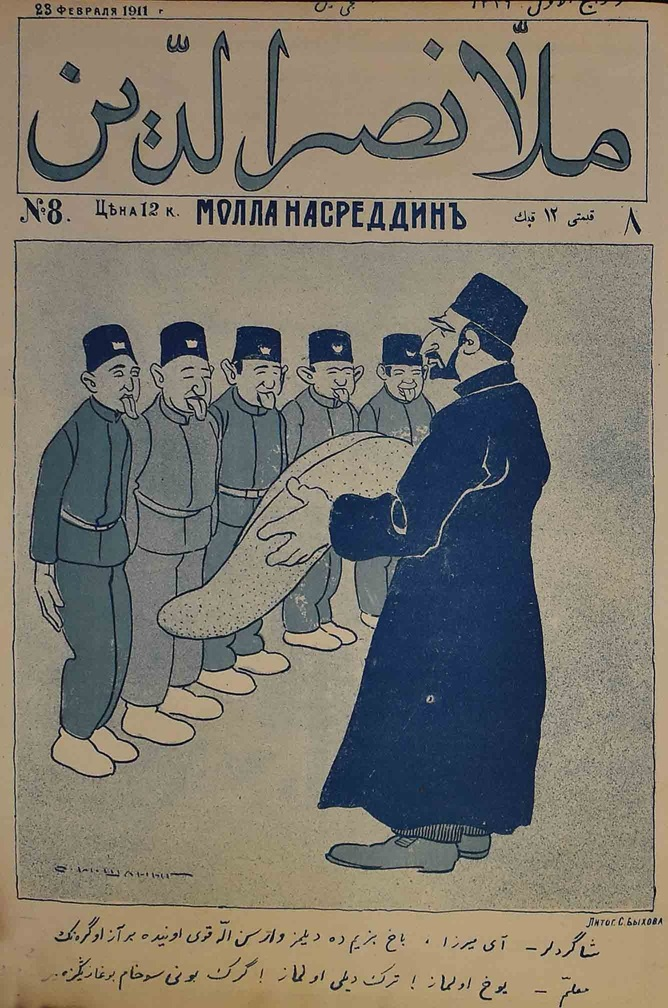
Die satirische Zeitschrift „Molla Nasreddin“ (1906–31) war eine der Zeitungen, die anfangs anatolisch-türkische und aserbaidschanische Texte veröffentlichte, später nur noch aserbaidschanische. Hier eine Karikatur von Oskar Schmerling 1911 „Die türkische Sprache/Zunge“ über ihr Verhältnis zu anderen Turksprachen.

Der komplexen sprachlich-kulturellen Modernisierung, Emanzipation und politischen Entwicklung entsprach eine widersprüchliche Entwicklung der Selbstbezeichnung für die Sprache Aserbaidschans. Die früheste Bezeichnung der Sprache als Azerbaycan dili (Aserbaidschanische Sprache) und als Türki-Azerbaycan dili (Türkisch-Aserbaidschanische Sprache) für die Dialekte im Norden sind vom selben Autor 1888 überliefert und in den folgenden Jahren wurden beide Bezeichnungen parallel, aber zunehmend neben der seit den 1830er Jahren in der Literatur überlieferten Selbstbezeichnung Türk(i) dili (Türkische Sprache) verwendet. Während ab 1905/07 Texte der aserbaidschanischen Variante der Volkssprache die anatolische Variante vollständig ersetzten und das Programm des Panaserbaidschanismus politisch populär wurde, wurde paradoxerweise die Bezeichnung der Sprache als „türkisch-aserbaidschanisch“ oder „aserbaidschanisch“ vollständig durch die Bezeichnung als „türkisch“ (Türk dili, Türki, Türkçe) verdrängt. Wahrscheinlich war die Ursache die Jungtürkische Revolution 1908 im benachbarten Osmanischen Reich, die türkischen Identitäten wieder Auftrieb verschafften. Diese Bezeichnung blieb auch in der Regierungszeit des ersten Präsidenten der Aserbaidschanischen SSR (innerhalb der Sowjetunion) Nəriman Nərimanov 1920–25 allein üblich. Erst 1929 wurde auf einem sowjetischen Turkologen-Kongress in Baku diskutiert, ob die alte Bezeichnung „Aserbaidschanische Sprache“ oder „Türkisch-Aserbaidschanische Sprache“ als offizielle Bezeichnung wieder eingeführt werden soll, ohne dass der Kongress zu einem Ergebnis kam. Erst 1938 wurde die Bezeichnung der Sprache als Azerbaycanca (Aserbaidschanisch) oder Azerbaycan dili (Aserbaidschanische Sprache) offiziell und verbindlich eingeführt.

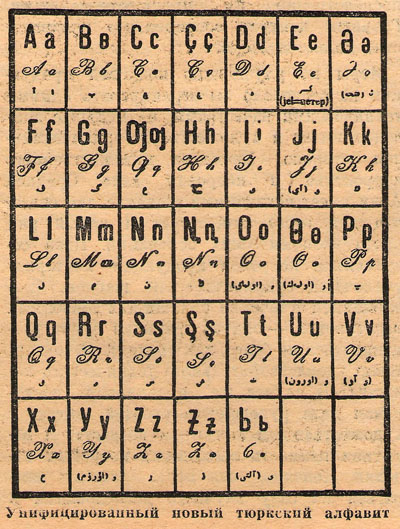
Lehrtafel des neuen einheitlichen Alphabets für alle Turksprachen ab 1923, kurz danach modifiziert für fast alle nichtslawischen Sprachen der Sowjetunion eingeführt (Ende der 30er Jahre durch Kyrillisch ersetzt)

1922 entwickelten aserbaidschanische Reformkräfte ein lateinisches Alphabet, das sie Einheitliches Turksprachiges Alphabet oder auch Yeni Yol („neuer Weg“) nannten. Dieses Alphabet stellten sie 1923 in Baku einem Turkologen-Kongress vor. Dieses Alphabet war so gut entwickelt, dass es bis 1930 für alle nichtslawischen Sprachen der UdSSR verbindlich eingeführt wurde. Durch diese Übernahme wurde das Südaserbaidschanische in einem gewissen Maß verselbständigt, da es weiterhin unter persischem Einfluss stand und das perso-arabische Alphabet beibehielt.
Im Zuge des obligatorisch eingeführten Russischunterrichtes musste Aserbaidschanisch ab 1940 in einem modifizierten kyrillischen Alphabet geschrieben werden.
Nach dem Zerfall der Sowjetunion wurde durch ein am 25. Dezember 1991 verabschiedetes Gesetz in Aserbaidschan das Türkei-türkische Alphabet eingeführt, das um fünf Zusatzzeichen ergänzt wurde. Dieses Alphabet heißt nun – wie auch ursprünglich in der benachbarten Türkei – „Neues türkisches Alphabet“. Die Vertreter aller Turkstaaten hatten auf einem Treffen in Ankara (1990) beschlossen, für die zentralasiatischen Staaten und Aserbaidschan innerhalb von 15 Jahren ein lateinisches Alphabet auszuarbeiten, das sich eng an das moderne türkische Alphabet anlehnen sollte.
Am 1. August 2001 wurden durch einen Erlass des Staatspräsidenten Heydər Əliyev allein das lateinische Alphabet für den amtlichen Schriftverkehr verbindlich und die kyrillische Schrift – gegen den Protest Russlands und der russischen Minderheit im Lande – endgültig abgeschafft. Im russischen Dagestan – wo etwa 130.000 Aserbaidschaner leben – verfügt die aserbaidschanische Sprache als anerkannte Minderheitensprache ebenfalls über einen offiziellen Status, wird dort allerdings weiterhin im kyrillischen Alphabet geschrieben.
Pantürkische und panaserbaidschanisch-nationalistische Südaserbaidschaner benutzen heute neben dem arabischen auch die modernen Lateinalphabete der Türkei oder Aserbaidschans.

## Aserbaidschanisches Alphabet
| Arabisch | Latein    | Latein    | Kyrillisch | Latein | IPA  |
| -------- | --------- | --------- | ---------- | ------ | ---- |
| –1918    | 1922–1933 | 1933–1939 | 1958–1991  | 1992–  | IPA  |
| ﺍ        | A a       | A a       | А а        | A a    | [ɑ]  |
| ﺏ        | B b       | B в       | Б б        | B b    | [b]  |
| ﺝ        | C c       | Ç ç       | Ҹ ҹ        | C c    | [dʒ] |
| چ        | Ç ç       | C c       | Ч ч        | Ç ç    | [tʃ] |
| ﺩ        | D d       | D d       | Д д        | D d    | [d]  |
| ئ        | E e       | E e       | Е е        | E e    | [e]  |
| ع,ە      | Ə ə       | Ə ə       | Ә ә        | Ə ə    | [æ]  |
| ﻑ        | F f       | F f       | Ф ф        | F f    | [f]  |
| گ        | Ƣ ƣ       | G g       | Ҝ ҝ        | G g    | [ɡʲ] |
| ﻍ        | G g       | Ƣ ƣ       | Ғ ғ        | Ğ ğ    | [ɣ]  |
| ﺡ,ﻩ      | H h       | H h       | Һ һ        | H h    | [h]  |
| ﺥ        | X x       | X x       | Х х        | X x    | [x]  |
| ی,ؽ      | I̡ ı̡       |           | Ы ы        | I ı    | [ɯ]  |
| ی        | I i       | I i       | И и        | İ i    | [ɪ]  |
| ژ        | Ƶ ƶ       | Ƶ ƶ       | Ж ж        | J j    | [ʒ]  |
| ک        | Q q       | K k       | К к        | K k    | [k]  |
| ﻕ        | K k       | Q q       | Г г        | Q q    | [ɡ]  |
| ﻝ        | L l       | L l       | Л л        | L l    | [l]  |
| ﻡ        | M m       | M m       | М м        | M m    | [m]  |
| ﻥ        | N n       | N n       | Н н        | N n    | [n]  |
| ڭ        | N̡ n̡       | N̡ n̡       |            |        | [ŋ]  |
| وْ        | O o       | O o       | О о        | O o    | [ɔ]  |
| ؤ        | Ɵ ɵ       | Ɵ ɵ       | Ө ө        | Ö ö    | [œ]  |
| پ        | P p       | P p       | П п        | P p    | [p]  |
| ﺭ        | R r       | R r       | Р р        | R r    | [r]  |
| ﺙ,ﺱ,ﺹ    | S s       | S s       | С с        | S s    | [s]  |
| ﺵ        | З з       | Ş ş       | Ш ш        | Ş ş    | [ʃ]  |
| ﺕ,ﻁ      | T t       | T t       | Т т        | T t    | [t]  |
| ۇ        | Y y       | U u       | У у        | U u    | [u]  |
| ۆ        | U u       | Y y       | Ү ү        | Ü ü    | [y]  |
| ﻭ        | V v       | V v       | В в        | V v    | [v]  |
| ی        | J j       | J j       | Ј ј        | Y y    | [j]  |
| ﺫ,ﺯ,ﺽ,ﻅ  | Z z       | Z z       | З з        | Z z    | [z]  |

## Schriftbeispiele
(Artikel 1 der Menschenrechte)
Klassisches Aserbaidschan-Türkisch in arabischer Schrift:
بوتون اینسانلار لياقت و حوقوقلارىنا گوره آزاد و برابر دوغولارلار. اونلارىن شعورلارى و وىجدانلارى وار و بیر بیرلرینه موناسىبتده قارداشلیق روحوندا داورامالیدیرلار
Einheitliches turksprachiges Alphabet (1929–33):
Butun insanlar ləjakət və hukykları̡na ƣɵrə azad və bərabər dogylyrlar. Onları̡n зuyrları̡ və vicdanları̡ var və bir-birlərinə munasibətdə kardaзlı̡k ryhynda davranmalı̡dı̡rlar.
Einheitliches turksprachiges Alphabet (Jaꞑalif) (1933–39):
Bytyn insanlar ləjaqət və hyquqlarьna gɵrə azad və вəraвər doƣulurlar. Onlarьn şyurlarь və viçdanlarь var və вir-вirlərinə mynasiвətdə qardaşlьq ruhunda davranmalьdьrlar.
Erste Variante eines kyrillischen Alphabetes (1939–57):
Бүтүн инсанлар ләягәт вә һүгугларына ҝөрә азад вә бәрабәр доғулурлар. Онларын шүурлары вә виҹданлары вар вә бир-бирләринә мүнасибәтдә гардашлыг рунһунда давранмалыдырлар.
Endgültige Variante des kyrillischen Alphabetes (bis 1991):
Бүтүн инсанлар ләјагәт вә һүгугларына ҝөрә азад вә бәрабәр доғулурлар. Онларын шүурлары вә виҹданлары вар вә бир-бирләринә мүнасибәтдә гардашлыг рунһунда давранмалыдырлар.
Neues türkisches Alphabet (seit 1991/92):
Bütün insanlar ləyaqət və hüquqlarına görə azad və bərabər doğulurlar. Onların şüurları və vicdanları var və bir-birlərinə münasibətdə qardaşlıq ruhunda davranmalıdırlar.
Südaserbaidschanisch in arabischer Schrift:
بوتون انسانلار حيثيت و حقلر باخميندان دنك (برابر) و اركين (آزاد) دوغولارلار. اوس (عقل) و اويات (وجدان) ييهﺳﻴﺪيرلر و بير بيرلرينه قارشى قارداشليق روحو ايله داورانماليدرلار
Transkription ins aserbaidschanische Lateinalphabet: Bütün insanlar heysiyyət və haqlar baxımından dənk (bərabər) və ərkin (azad) doğularlar. Us (əql) və uyat (vicdan) yiyəsidirlər və bir birlərinə qarşı qardaşlıq ruhu ilə davranmalıdırlar.

## Lehre
In den 1980er- und 1990er-Jahren entstanden zahlreiche Publikationen und Lexika der deutschen Aserbaidschanforscher Nemat Rahmati (Aserbaidschanische Chrestomatie, Aserbaidschanisch-Deutsches Wörterbuch, Tapmacalar) und Yusif Xalilov (Deutsch-aserbaidschanisches Wörterbuch).
2004 entstand das Deutsch-aserbaidschanische Wörterbuch von Yazdani, einem Berliner Turkologen. Die Bakuer Germanistin Amina Aliyeva gab das erste Lehrbuch des Deutschen für Aserbaidschaner in aserbaidschanischer Sprache heraus.
Heutzutage wird das Aserbaidschanische an den deutschen Universitäten in Bochum, Hamburg, Berlin und Frankfurt am Main gelehrt. Die Universität Wien bot auch von 2001 bis 2003 die Einführung ins Aserbaidschanische (gelehrt von Nasimi Aghayev) an.